# Championnat féminin des clubs de l'AFC 2023
Navigation
Édition précédente Édition suivante
Le championnat féminin des clubs de l'AFC 2023 est la quatrième édition de la plus importante compétition inter-clubs asiatique de football féminin. La compétition est un pilote de la future Ligue des champions féminine que l'AFC prévoit de lancer en 2024.

## Format
Ce tournoi est un tournoi sur invitation. Huit équipes sont sélectionnées. Le tirage au sort est réalisé le 7 septembre 2023. Les équipes sont réparties en deux groupes de quatre, dont l'un se joue en Ouzbékistan et l'autre en Thaïlande. Pour le tirage au sort, elles sont divisées en quatre chapeaux, basés sur les classements des équipes nationales de leur fédération, en l'absence de classement des clubs féminins. Les deux clubs vainqueurs devaient ensuite s'affronter en finale mais l'AFC l'annule en mars 2024,, avant de revenir en arrière en avril et de la reprogrammer au 10 mai 2024.

## Participants
Étant donné qu'il n'y a pas encore de coefficients pour les clubs féminins asiatiques, l'AFC se base sur le classement FIFA de l'équipe nationale du pays de chaque club. Les Urawa Red Diamonds et le Sydney FC sont donc placés dans le chapeau 1 puisque le Japon et l'Australie sont respectivement huitième et onzième de ce classement.
| Chapeau | Pays         | Club               |
| ------- | ------------ | ------------------ |
| 1       | Australie    | Sydney FC          |
| 1       | Japon        | Urawa Red Diamonds |
| 2       | Corée du Sud | Incheon Red Angels |
| 2       | Taïwan       | Hualien            |
| 3       | Ouzbékistan  | Nasaf Qarshi       |
| 3       | Thaïlande    | Bangkok FC         |
| 4       | Inde         | Gokulam Kerala     |
| 4       | Iran         | Khatoon Bam        |

## Résultats

### Groupe A
Les matches se déroulent au Chonburi Stadium à Chonburi en Thaïlande, les 6, 9 et 12 novembre 2023.
Le groupe est écrasé par les Japonaises d'Urawa, qui remportent leurs trois matches en inscrivant au moins six buts à chaque fois. Kiko Seike termine meilleure buteuse avec 6 réalisations dont un triplé face à Hualien. Lors de la dernière journée, le Gokulam Kerala renverse le Bangkok FC grâce à un triplé de Veronica Appiah, après avoir été mené trois fois au score, et double les Thaïlandaises au classement.
| Rang | Équipe             | Pts | J | G | N | P | Bp | Bc | Diff |  | Résultats          |  |     |     |     |
| ---- | ------------------ | --- | - | - | - | - | -- | -- | ---- |  | ------------------ |  | --- | --- | --- |
| 1    | Urawa Red Diamonds | 9   | 3 | 3 | 0 | 0 | 20 | 1  | +19  |  | Urawa Red Diamonds |  | 8-0 | 6-1 | 6-0 |
| 2    | Gokulam Kerala     | 4   | 3 | 1 | 1 | 1 | 5  | 12 | -7   |  | Gokulam Kerala     |  |     | 4-3 | 1-1 |
| 3    | Bangkok FC         | 3   | 3 | 1 | 0 | 2 | 6  | 10 | -4   |  | Bangkok FC         |  |     |     | 2-0 |
| 4    | Hualien            | 1   | 3 | 0 | 1 | 2 | 1  | 9  | -8   |  | Hualien            |  |     |     |     |

### Groupe B
Les matches se déroulent au JAR Stadium et au Pakhtakor Stadium à Tachkent en Ouzbékistan, les 6, 9 et 12 novembre 2023.
Alors que le Sydney FC est premier après deux journées, les Australiennes affrontent les Coréennes d'Incheon lors de la dernière rencontre. Ces dernières, onze fois championnes de Corée du Sud en titre, dominent largement et s'imposent 3-0 (buts de Nrehy, Hong Hye-ji et Kim Hye-ri), validant leur ticket pour la finale.
| Rang | Équipe             | Pts | J | G | N | P | Bp | Bc | Diff |  | Résultats          |  |     |     |     |
| ---- | ------------------ | --- | - | - | - | - | -- | -- | ---- |  | ------------------ |  | --- | --- | --- |
| 1    | Incheon Red Angels | 9   | 3 | 3 | 0 | 0 | 7  | 1  | +6   |  | Incheon Red Angels |  | 3-0 | 2-0 | 2-1 |
| 2    | Sydney FC          | 6   | 3 | 2 | 0 | 1 | 5  | 4  | +1   |  | Sydney FC          |  |     | 2-1 | 3-0 |
| 3    | Nasaf Qarshi       | 1   | 3 | 0 | 1 | 2 | 3  | 6  | -3   |  | Nasaf Qarshi       |  |     |     | 2-2 |
| 4    | Khatoon Bam        | 1   | 3 | 0 | 1 | 2 | 3  | 7  | -4   |  | Khatoon Bam        |  |     |     |     |

### Finale
| Finale                        | Urawa Red Diamonds Ladies        | 2 – 1   | Incheon Red Angels | Urawa Komaba Stadium (en), Saitama |  |
| 10 mai 2024 18 h 00 UTC+09:00 | Kiko Seike 22e · Mei Shimada 26e | (2 – 1) | 13e Lee So-hee     |                                    |  |

## Statistiques individuelles
Mise à jour le 10 mai 2024.
|     | Joueuse                   | Club               | Buts |
| --- | ------------------------- | ------------------ | ---- |
| 1.  | Kiko Seike                | Urawa Red Diamonds | 7    |
| 2.  | Kanyanat Chetthabutr (en) | Bangkok FC         | 4    |
| 2.  | Miki Ito (en)             | Urawa Red Diamonds | 4    |
| 2.  | Fiona Worts (en)          | Sydney FC          | 4    |
| 2.  | Mei Shimada (en)          | Urawa Red Diamonds | 4    |
| 6.  | Veronica Appiah           | Gokulam Kerala     | 3    |
| 7.  | Kozue Andō                | Urawa Red Diamonds | 2    |
| 7.  | Ye-Ji Namgung             | Incheon Red Angels | 2    |
| 7.  | Hanon Nishio              | Urawa Red Diamonds | 2    |
| 10. | 18 joueuses               | 18 joueuses        | 1    |